# 芳村站 (广州市)
芳村站是广州地铁1号线和11号线的换乘车站，亦是未来22号线的车站。位於中国广东省广州市荔湾区花地大道芳村大道口的地底，1997年6月28日随1号线开通而启用，2024年12月28日随11号线通车而成为换乘车站。

## 車站結構
芳村站目前分为两个站体：位于花地大道北下方的1号线站体和位于芳村大道中下方的11号线站体，两个站体形成一个逆时针旋转45度T字型。车站周边为花地大道北、芳村大道中、陆居路及白鹅潭大湾区艺术中心、廣州醫科大學附屬腦科醫院、在建的白鹅潭国际金融中心等建筑。

### 1号线站体
1号线站体共设有2層，地面为车站各出入口；地下一层为站厅层；地下二層為1號綫月台。
1号线站体连地下商业街及下方的折返线共全长689米，落成时号称亚洲最长的地下车站。
| 地下一层 | 1号线站厅 | 售票機、客服中心、商店、警务室、安检设施 前往 █11号线 |  |  |
| 地下二层 | 2 站台    | █1号线 西塱方向（下站：花地湾）                       |  |  |
|          | 岛式站台  |                                                       |  |  |
|          | 1 站台    | █1号线 广州东站方向（下站：黄沙）                     |  |  |

### 11号线站体
11号线站体共有3层，车站全长214米，标准段宽23.5米。地面为车站各出入口；地下一层为站厅；地下二层为设备层；地下三层为11号线站台。
| 地下一层 | 11号线站厅                 | 售票機、客服中心、商店、警务室、安检设施 前往 █1号线 |  |  |
| 地下二层 | 设备层                     | 车站设备                                             |  |  |
| 地下三层 | 4 站台                     | █11号线 内环方向（下站：石围塘）                     |  |  |
|          | 岛式站台（卫生间、母婴室） |                                                      |  |  |
|          | 3 站台                     | █11号线 外环方向（下站：大沖口）                     |  |  |

### 站厅及换乘
芳村站站厅目前分为1号线部分和11号线两个部分，均位于地下一层，两个站厅的付费区和非付费区均相連。为方便行人进出及换乘，1号线站厅东侧及11号线站厅中央被划分为收费区，11号线付费区另延伸至1号线站体接口处以配合换乘。由于1号线站廳层與11号线站廳层有高度差，因此設有楼梯及一條斜坡接驳。
1号线站厅设有4条扶手电梯、2条楼梯以及1台专用电梯连接1号线月台，其中专用电梯设在1号线站厅南侧非付费区范围，使用时需要求助站务人员协助使用。11号线的站厅付费区则设有多条扶手电梯、楼梯以及专用电梯连接11号线站台。
1号线和11号线站厅均設有自动售票機及智能客務中心。另设有7-11及哆给力便利店、麵包糕餅店等商店，以及自動售賣機、智能寄存柜等设施。
本站为11号线的非遗重点特色车站，以“粤绣锦华”为主题，站厅内设有橱窗，重点展示广绣和广雕等文化艺术品。
- 1号线站厅
- 11号线站厅

### 月台
目前芳村站1号线和11号线各自设有一个岛式月台，1号线站台位于花地大道地底，11号线站台位于芳村大道地底，其中1号线在上层，11号线在下层。
本站的卫生间及母婴室设于11号线站台往大冲口方向的一端。
另外，本站1號線站台南側之間設有一组双存車線。當1號綫的南段出現故障或是台风来袭需要停运露天段時，往西塱站的列車將會通過此存車線折返，以本站為臨時總站。

### 出入口
芳村站目前共设有6个出入口供乘客进出，分别分布于1号线站厅和11号线站厅；另外，本站1号线的南站厅处连通万象地下商业街，商业街同时设有多个出入口，方便市民前往花蕾路、红棉苑、花地城等地。
A2出入口在2010年进行了加装扶梯及出入口“飞顶”雨棚安装的改造工程，因此改造期间出入口暂时封闭。此外，本站在开通时曾设有C、D出入口，现时因应22号线车站工程而停用，其中C出入口及其结构则被拆卸。B2出入口亦在2021年3月9日起因11号线建设需要封闭并在此期间拆卸。11号线车站部分启用后在芳村大道中两侧新增三个出入口，分别获编为C、D及E，其中新的C出入口位置设于A1出入口旁，而E出入口在原有B2出入口的位置新建而来。
|                                                             |                                                       |      |            | |
|                                                             |                                                       |      |            | |
| 编号                                                        | 设施                                                  | 照片 | 出口指示   | 建议前往的目的地 |
| 1号线站廳                                                   |                                                       |      |            | |
| A1                                                          | 盲道标志 · 无障碍通道标志 · 轮椅升降台标志            |      | 芳村大道中 | 芳村大道东、芳村公交车站（东行） |
| A2                                                          | 扶手电梯标志                                          |      | 花地大道北 | 芳村星光里商业街、花地大道北（花地湾）公交车站（北行①、②号分站）                                                                                     |
| B1                                                          | 扶手电梯标志                                          |      | 花地大道北 | 陆居路、珠江隧道、白鹅潭大湾区艺术中心（广东美术馆、广东省非物质文化遗产馆、广东文学馆）、芳村隧道口公交车站（北行）、芳村公交车站（西行①、②号分站） |
| 11号线站廳                                                  |                                                       |      |            | |
| C                                                           |                                                       |      | 芳村大道中 | 芳村大道东 |
| D                                                           | 盲道标志 · 升降机标志 · 无障碍通道标志 · 扶手电梯标志 |      | 芳村大道中 | 芳村大道东、芳村公交车站（东行） |
| E                                                           | 盲道标志 · 扶手电梯标志                               |      | 芳村大道中 | 芳村大道东、陆居路、芳村公交车站（西行①、②号分站）                                                                                                   |
| 註： 設有 \| 設有 \| 設有 \| 設有輪椅升降台 \| 設有扶手電梯 |                                                       |      |            | |

## 接駁交通
芳村站周边的芳村大道中设有芳村公交车站（仅北行）和花地公交车站，花地大道北设有公交花地大道北（花地湾）公交车站、芳村隧道口公交车站，方便乘客利用巴士接驳前往芳村及南海区各地。
| 编号 | 编号  | 线路                         | 线路                  | 线路                       | 收费                  | 备注                  |
| ---- | ----- | ---------------------------- | --------------------- | -------------------------- | --------------------- | --------------------- |
|      | 19    | 岭南V谷                      | ⇆                     | 桥中                       | 2元                   |                       |
|      | 52    | 南漖（立白科技园）           | ⇆                     | 广州火车站（草暖公园）     | 3元                   |                       |
|      | 64    | 广卫路                       | ⇆                     | 东沙工业园                 | 2元                   |                       |
|      | 181   | 景泰坑                       | ⇆                     | 坑口地铁站                 | 3元                   |                       |
|      | 206   | 新滘东路（赤沙市场）         | ⇆                     | 滘口客运站                 | 3元                   |                       |
|      | 236   | 天平架                       | ⇆                     | 滘口客运站                 | 2元                   |                       |
|      | 广275 | （广州）解放北路（应元路口） | ⇆                     | （佛山）平洲（富丰君御）   | 3元                   |                       |
|      | 275A  | 已于2024年12月1日停办        | 已于2024年12月1日停办 | 已于2024年12月1日停办      | 已于2024年12月1日停办 | 已于2024年12月1日停办 |
|      | 309   | 大石地铁站                   | ⇆                     | 滘口客运站                 | 3元                   |                       |
|      | 312   | 祈福新邨                     | ⇆                     | 滘口客运站                 | 3–4元                 |                       |
|      | 780   | 芳村葵蓬（嵘都花园）         | ⇆                     | 南洲花园                   | 2元                   |                       |
|      | 782   | 江北路                       | ⇆                     | 芳村码头（信义路）         | 2元                   |                       |
|      | 812   | 东漖教师新村                 | ⇆                     | 江南大道南（地铁江泰路站） | 2元                   |                       |
|      | 838   | 龙溪村委                     | ⇆                     | 南方茶叶市场               | 2元                   |                       |
|      | 965   | 芳村码头（信义路）           | ↺                     | 芳村码头（信义路）         | 2元                   | 经花海街              |
|      | 990   | 江北路                       | ⇆                     | 五眼桥（岭南花卉市场）     | 2元                   |                       |
|      | 夜11  | 芳村西塱                     | ⇆                     | 广州火车站（草暖公园）     | 3元                   | 19路附属线路          |
|      | 夜29  | 滘口客运站                   | ⇆                     | 江海大道中                 | 3元                   | 206路附属线路         |
|      | 夜69  | 滘口客运站                   | ⇆                     | 鳌鱼岗大街牌坊             | 4元                   | 236路附属线路         |
|      | 夜72  | 广卫路                       | ⇆                     | 芳村西塱                   | 3元                   | 217路附属线路         |

| 编号 | 编号  | 线路                   | 线路                  | 线路                  | 收费                  | 备注                                                               |
| ---- | ----- | ---------------------- | --------------------- | --------------------- | --------------------- | ------------------------------------------------------------------ |
|      | 1     | 芳村花园南门           | ⇆                     | 东山（署前路）        | 2元                   |                                                                    |
|      | 15    | 西华路尾               | ⇆                     | 汾水小区              | 2元                   |                                                                    |
|      | 55    | 金沙洲（涛乐街）       | ⇆                     | 桥东小区              | 2元                   |                                                                    |
|      | 57    | 已于2025年7月27日停办  | 已于2025年7月27日停办 | 已于2025年7月27日停办 | 已于2025年7月27日停办 | 已于2025年7月27日停办                                              |
|      | 71    | 芳村西塱               | ⇆                     | 同德围（阳光花园）    | 2元                   |                                                                    |
|      | 74    | 水秀一路               | ⇆                     | 动物园（先烈中路）    | 2元                   |                                                                    |
|      | 75    | 侨诚花园               | ⇆                     | 芳信路（郭村小区）    | 2元                   |                                                                    |
|      | 106   | 锦城花园（东风东）     | ⇆                     | 茶滘路                | 2元                   |                                                                    |
|      | 广281 | （广州）广卫路         | ⇆                     | （佛山）绿地香树花城  | 3元                   |                                                                    |
|      | 552   | 站南路                 | ⇆                     | 坑口地铁站            | 2元                   |                                                                    |
|      | 夜1   | 芳村花园南门           | ⇆                     | 东山（署前路）        | 3元                   | 芳村花园方向经经康乃馨花园，东山（署前路）方向经东漖镇 1路附属线路 |
|      | 夜113 | 裕海路                 | ↺                     | 文化公园              | 3元                   | 966路附属线路                                                      |
|      | 佛202 | （佛山）千灯湖公交总站 | ⇆                     | （广州）黄沙总站      | 4元                   |                                                                    |

| 编号 | 编号  | 线路                   | 线路 | 线路                   | 收费 | 备注                                                               |
| ---- | ----- | ---------------------- | ---- | ---------------------- | ---- | ------------------------------------------------------------------ |
|      | 1     | 芳村花园南门           | ⇆    | 东山（署前路）         | 2元  |                                                                    |
|      | 15    | 西华路尾               | ⇆    | 汾水小区               | 2元  |                                                                    |
|      | 71    | 芳村西塱               | ⇆    | 同德围（阳光花园）     | 2元  |                                                                    |
|      | 106   | 锦城花园（东风东）     | ⇆    | 茶滘路                 | 2元  |                                                                    |
|      | 217   | 广卫路                 | ⇆    | 芳村西塱               | 2元  |                                                                    |
|      | 414   | 芳村葵蓬               | ⇆    | 芳村合兴苑             | 2元  |                                                                    |
|      | 838   | 龙溪村委               | ⇆    | 南方茶叶市场           | 2元  |                                                                    |
|      | 839   | 广州白云站             | ⇆    | 芳和花园               | 2元  |                                                                    |
|      | 965   | 芳村码头（信义路）     | ↺    | 芳村码头（信义路）     | 2元  | 经花海街                                                           |
|      | 990   | 江北路                 | ⇆    | 五眼桥（岭南花卉市场） | 2元  |                                                                    |
|      | 夜1   | 芳村花园南门           | ⇆    | 东山（署前路）         | 3元  | 芳村花园方向经经康乃馨花园，东山（署前路）方向经东漖镇 1路附属线路 |
|      | 夜44  | 海珠客运站             | ⇆    | 桥中                   | 3元  | 208路附属线路                                                      |
|      | 夜113 | 裕海路                 | ↺    | 文化公园               | 3元  | 966路附属线路                                                      |
|      | 佛202 | （佛山）千灯湖公交总站 | ⇆    | （广州）黄沙总站       | 4元  |                                                                    |

## 历史

### 1号线
在1988年的地下鐵道路網規劃中，此站命名為芳村花地站，為當時第一期建設的1號線的中途站，与车站的现时位置一致。1993年12月28日，一號綫正式動工。1997年6月28日，包括本站在内的西塱站至黄沙站五站随1号线首通段通車而正式启用。
2004年，地鐵公司因考慮月台乘客安全和節省能源，決定為營運中的1號線全線加裝月台幕門、半高式安全門，並展開月台風道及管線改造工程。2008年12月，本站的屏蔽門正式投入使用，同时本站是1号线地下站最后一个安装屏蔽门的车站。

### 事件
本站屏蔽门投入使用前，曾发生有乘客跳轨自杀而被进站列车撞击身亡的事件。
2008年5月8日，本站站厅一块面积约10平方米的天花板突然脱落并砸落到地面，所幸并未造成人员伤亡。
2021年5-6月疫情期间，本站曾受防控措施影响，于6月3日17时起调整为只出不进，6月7日起停止对外运营服务，6月24日下午恢复正常服务。

### 11号线
现时的11号线车站部分，最初于1997年的《廣州市城市快速軌道交通線網規劃研究（最終報告）》備選B方案的5號線環線、2008年軌道交通線網規劃「大環」方案以及2009年時初步规范方案时，均计划在在芳村站设站与1号线交汇。2012年，11號線被納入廣州市軌道交通十二五規劃並獲得批覆，亦同步落实设置芳村站。
为配合11号线车站建设，2019年3月16日起，对芳村大道中的花地大道北至明心路段实施第二期施工围蔽，围蔽区域内将进行管线迁改及车站主体结构施工，部分巴士线路亦需要改道行驶。车站于2019年4月28日开始主体结构施工，2020年5月27日基坑开挖到底，2020年11月15日主体结构封顶，2024年7月30日完成“三权”移交。
此外，11号线原计划預留與19號線的換乘節點，以及地下四層19號線車站的部分結構；但后来本站19号线线位让渡予28号线，现时28号线站位改至现有车站以西，故预留计划已被取消。
2024年12月28日，11号线开通，本站成为换乘车站。

## 未來發展
22、28號線均設有芳村站，與1、11號線交匯，令本站成為廣州地鐵的一個大型樞紐站。

### 22號線

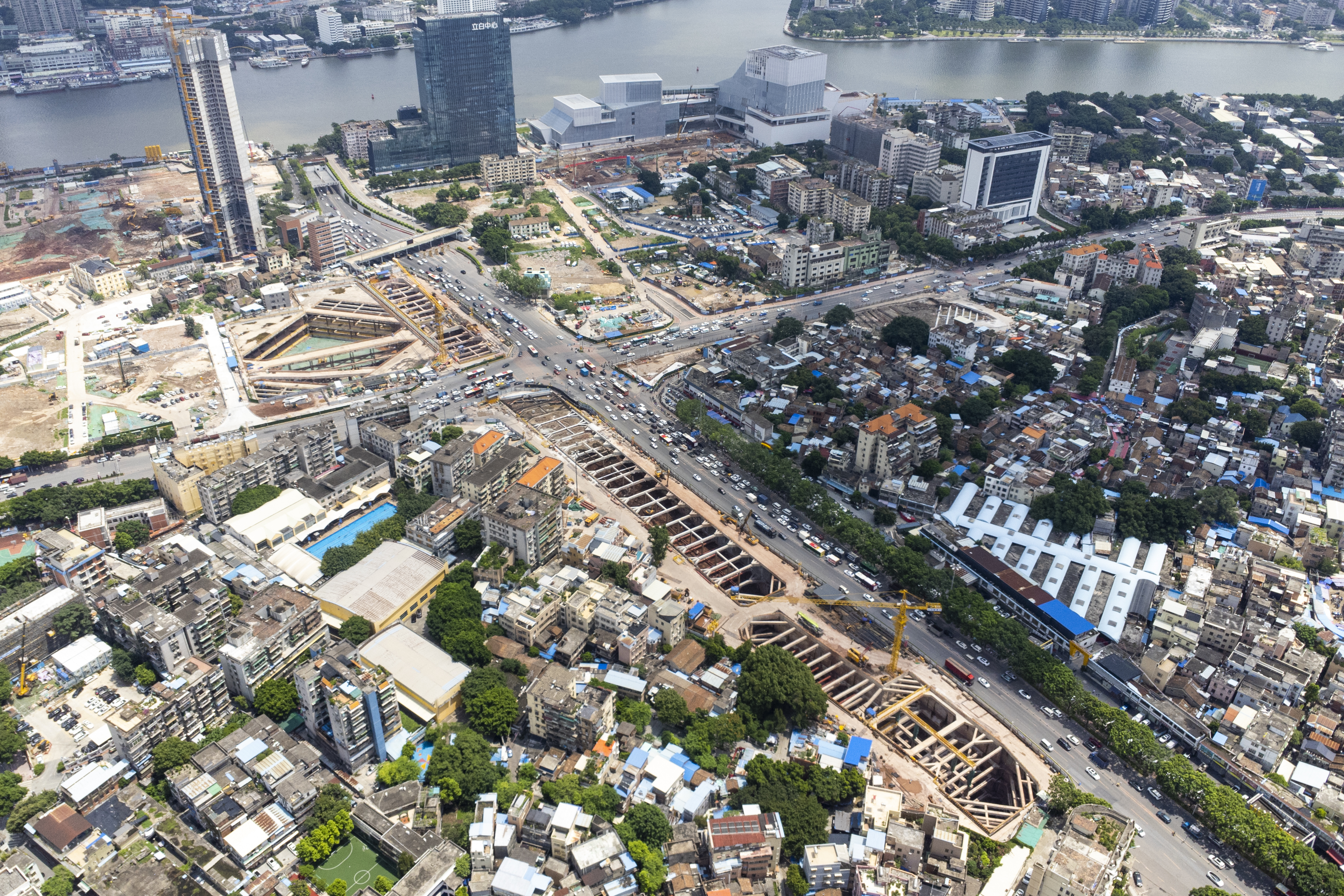
22号线车站工地（2023年8月）

22號線芳村站將在花地大道跨线桥西侧，現有1號線车站以西設站，并新建3个出入口。车站通过下穿跨线桥的换乘大厅连接，11号线站台西端亦预留有换乘节点。
因22号线早期规划时未能确定与石围塘站或是芳村站换乘，故在规划及工程期间称为白鹅潭站，其后车站确定设于现时位置。2020年6月，廣州地鐵集團向廣州市民政局地名委員會申報18号线、22号线车站沿线站名，本站最終因與1號線芳村站換乘，故對站名進行統一，以芳村站作為22号线車站正式名稱。
另外在22号线车站正式命名意见期中，荔湾区政府提议将车站更名为“芳村白鹅潭站”，但根据广州市民政局于2019年3月印发的《广州市地铁车站命名规则》第七条规定，两条及两条以上地铁线路的同一换乘车站应当使用同一名称，并以最先命名的名称为准，故此命名最终未被采纳。
22号线车站于2019年7月12日起围蔽施工。为了配合工程，本站原有的C出入口于2020年8月31日关闭。车站主体结构于2024年2月封底，同年8月封顶。
22号线车站结构
| 地下一层 | 22号线站厅                 | 售票機、客服中心、商店、警务室、安检设施 經换乘大厅前往 █1号线 |  |  |
| 地下二层 | 5 站台                     | █22号线 机场北方向（下站：彩虹桥）                             |  |  |
|          | 岛式站台（卫生间、母婴室） |                                                                |  |  |
|          | 6 站台                     | █22号线 番禺广场方向（下站：西塱）                             |  |  |

### 28號線
28號線（佛穗莞城际）芳村站计划在22號線车站西側設站。22号线建设时预留了本站的换乘节点以及两线间的联络线。